# Kenesa
En kenesa är en gudstjänstlokal i inom den karaimiska varianten av karaitisk judendom. Före andra världskriget fanns en handfull kenesor i östra Europa. De flesta revs eller förstördes i samband med kriget. I Litauen finns två välbevarade kenesor, som fortfarande används av den lilla karaimiska minoriteten på plats. Den ena kenesan i Litauen ligger i Trakai, en nutida centralort för karaimerna, och den andra ligger i Vilnius.